# Blidinjsko jezero
Der Blidinjsko jezero („Blidinje-See“) ist der größte Bergsee im Staat Bosnien und Herzegowina. Angrenzende Verbandsgemeinden sind Posušje und Tomislavgrad.
Der See befindet sich in der Herzegowina, am Ende des Tales Dugo polje zwischen den Bergen Čvrsnica, Vran und Muharnica. Er liegt auf einer Höhe von 1173 m und ist 2,1 km lang und 2,5 km breit.
Seit dem 30. April 1995 ist der See ein Naturpark. Dazu gehören Vran, Čvrsnica, das Waldreservat Masna luka und die Schlucht Grabovica.

## Sonstiges
- In der Umgebung des Sees sind über 200 mittelalterliche Grabsteine, sogenannte stećci (Singular: stećak) zu finden.
- Im Naturpark nahe dem See, ist die Höhle des Mijat Tomić zu sehen, eines kroatischen Heiducken und Volkshelden, der sich im 17. Jahrhundert dort vor den Osmanen versteckt haben soll.

## Galerie

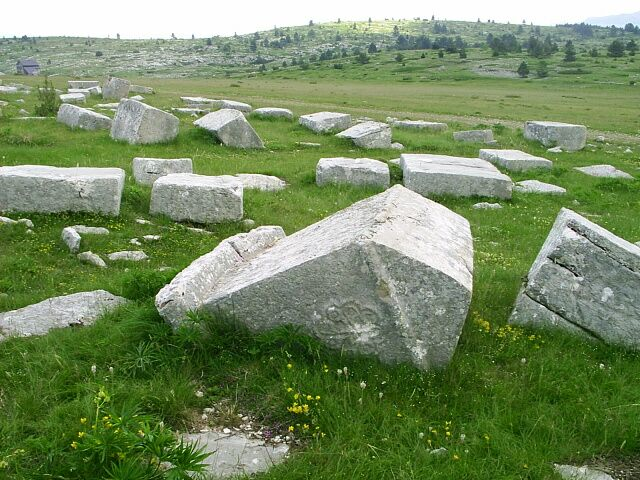
Gräberfeld mit stećci
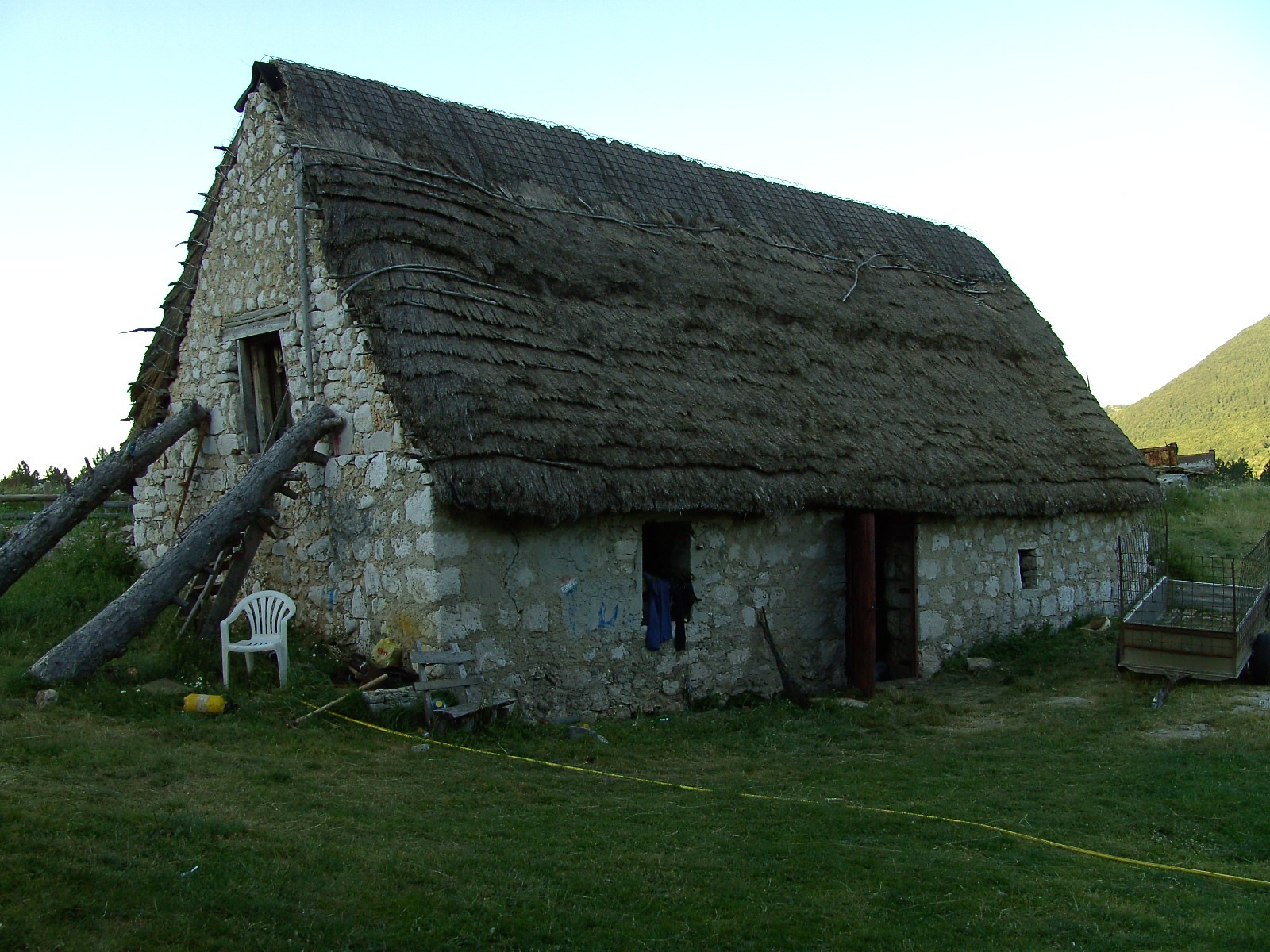
Traditionelles Bauernhaus
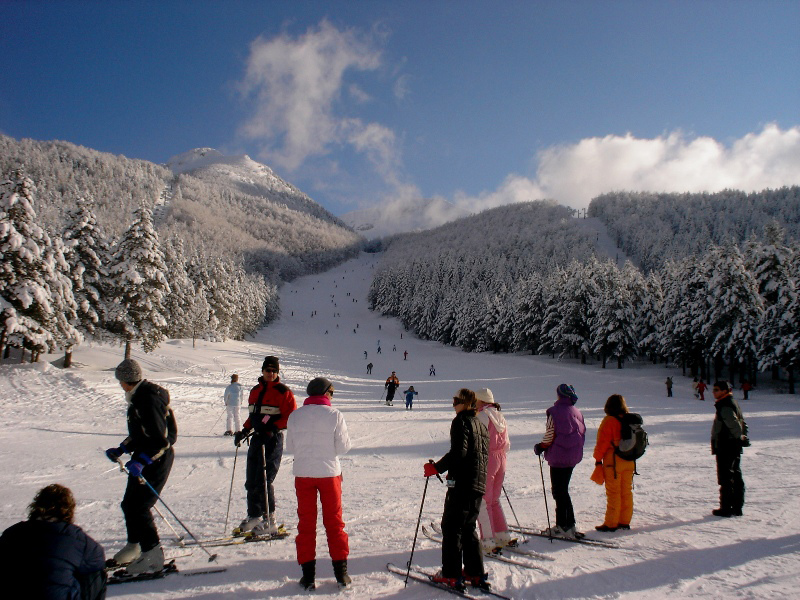
Wintersport am See
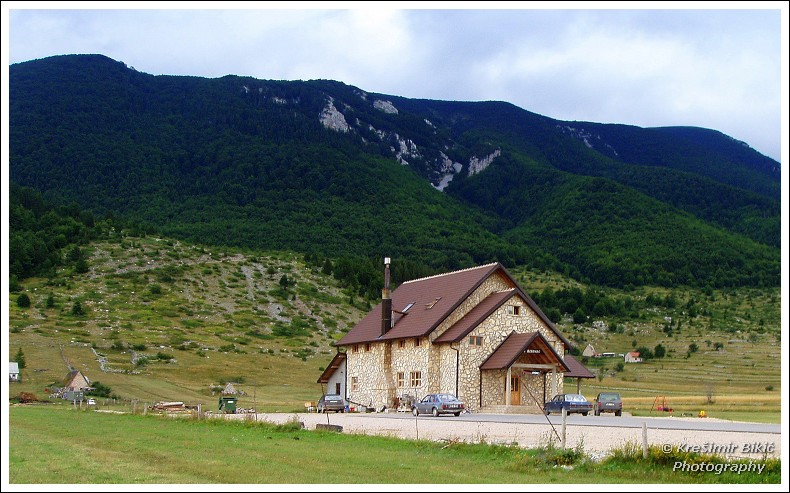
Motel in Risovac
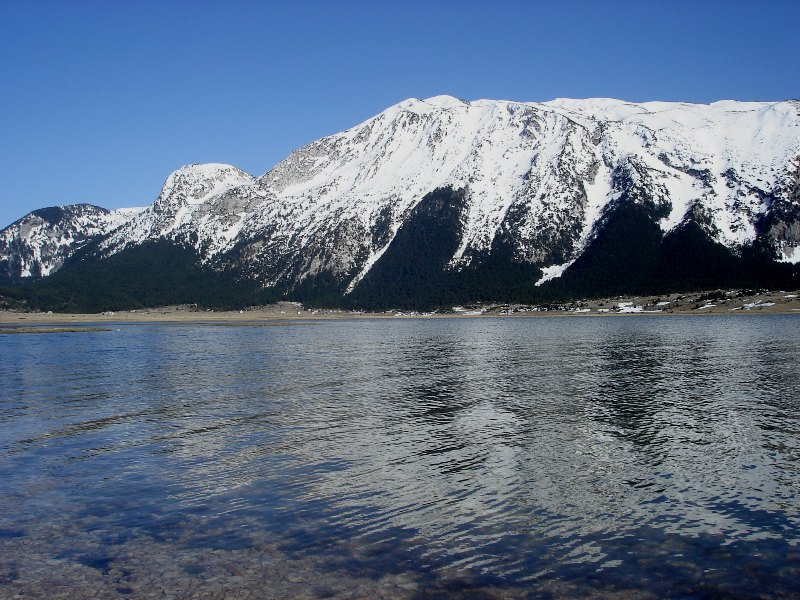
Im Frühjahr
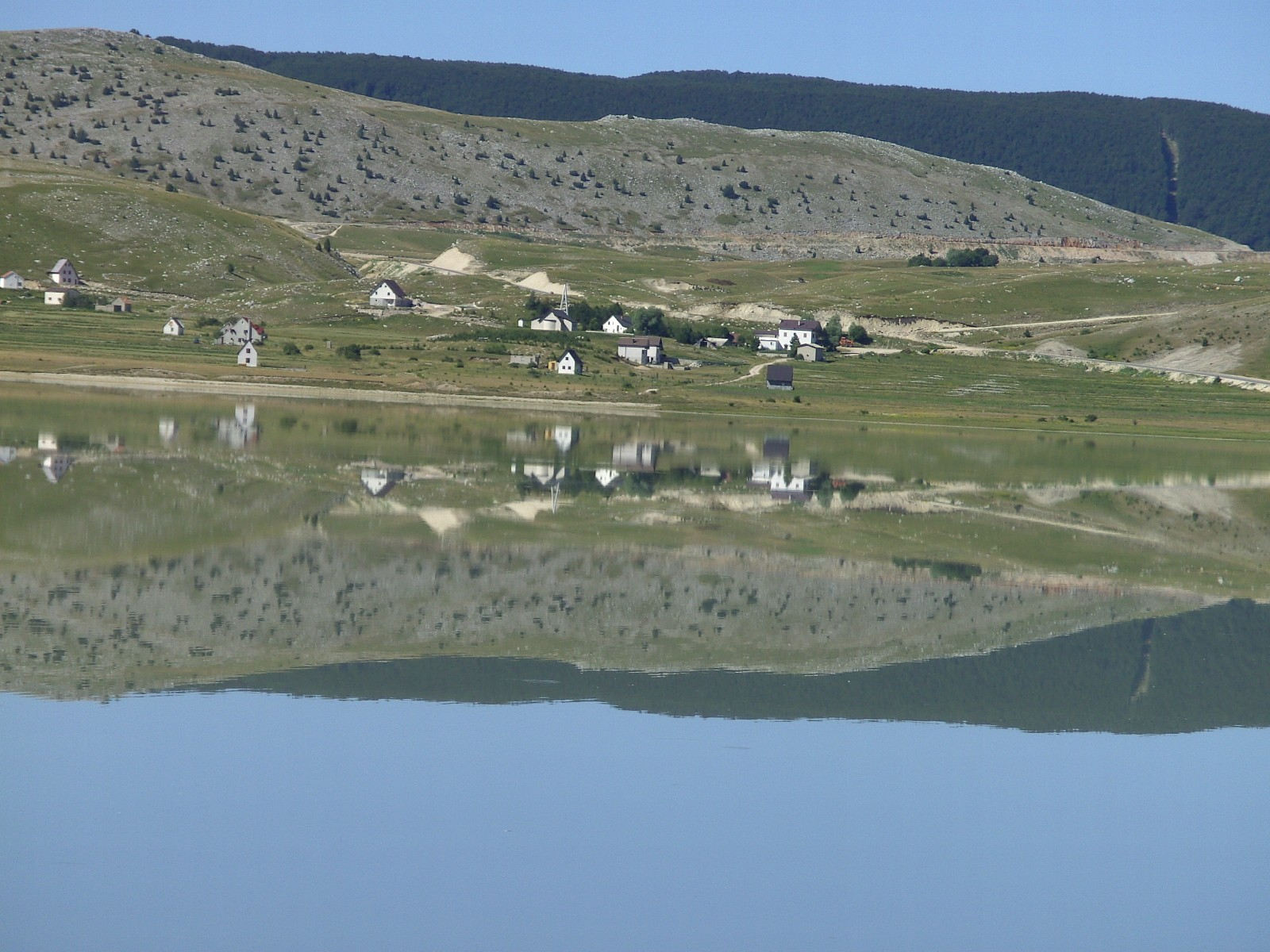
Wochenendhäuser